# Calcio Catania 1967-1968
Questa pagina raccoglie le informazioni riguardanti il Calcio Catania nelle competizioni ufficiali della stagione 1967-1968.

## Stagione
Nella stagione 1967-1968 Ignazio Marcoccio, ormai da nove anni al timone della società etnea, conferma in panchina Dino Ballacci. Dal Catanzaro arriva il centravanti Alessandro Vitali, dal Bologna l'ala Mauro Pasqualini, che con Fara e Vitali ha costituito il trio delle meraviglie nella "Primavera" del Bologna del 1966, dal Torino arriva Angelo Volpato. Vengono confermati i migliori e vi sono aggiunte quattro promesse come Giovanni Gavazzi, Umberto Strucchi, Gianfranco Trombini e Giuseppe Unere. Dopo aver fatto sognare per anni il pubblico del Cibali, appende le scarpe al chiodo "Todo" Calvanese. Un altro abbandono dopo anni indimenticabili è quello di Remo Bichierai che passa alla Reggiana. Si inizia con l'eliminazione dalla Coppa Italia a Bari a settembre. Inizio campionato negativo, dopo la sconfitta interna contro il Palermo di Carmelo Di Bella, a fine novembre viene sostituito l'allenatore, viene chiamato Luigi Valsecchi, sotto un nubifragio il suo esordio fortunato con il Padova, il Catania pian piano si riprende, terminerà il campionato a metà classifica con 40 punti. Saranno promossi in Serie A Palermo, Pisa e Verona.

## Rosa
| N. |                   | Ruolo | Calciatore          |
| -- | ----------------- | ----- | ------------------- |
|    | Italia (bandiera) | C     | Isidoro Artico      |
|    | Italia (bandiera) | D     | Mario Barbaresi     |
|    | Italia (bandiera) | D     | Giulio Bechelli     |
|    | Italia (bandiera) | D     | Luciano Buzzacchera |
|    | Italia (bandiera) | P     | Luigi Criscuolo     |
|    | Italia (bandiera) | C     | Mario Fara          |
|    | Italia (bandiera) | C     | Giovanni Gavazzi    |
|    | Italia (bandiera) | A     | Giorgio Girol       |
|    | Italia (bandiera) | D     | Paolo Montanari     |
|    | Italia (bandiera) | A     | Mauro Pasqualini    |

| N. |                   | Ruolo | Calciatore          |
| -- | ----------------- | ----- | ------------------- |
|    | Italia (bandiera) | A     | Angelo Pereni       |
|    | Italia (bandiera) | P     | Rino Rado           |
|    | Italia (bandiera) | D     | Renato Rambaldelli  |
|    | Italia (bandiera) | D     | Umberto Strucchi    |
|    | Italia (bandiera) | D     | Luciano Teneggi     |
|    | Italia (bandiera) | C     | Gianfranco Trombini |
|    | Italia (bandiera) | D     | Giuseppe Unere      |
|    | Italia (bandiera) | C     | Mauro Vaiani        |
|    | Italia (bandiera) | A     | Alessandro Vitali   |
|    | Italia (bandiera) | C     | Angelo Volpato      |

## Risultati

### Serie B

#### Girone di andata
| Arbitro: | Angonese (Mestre) |

|                 |           |           |
| Joan 22’ (rig.) | Marcatori | 9’ Vitali |

| Arbitro: | Picasso (Chiavari) |

|                                         |           |            |
| Dugini 13’ Balestrieri 50’ Mainardi 53’ | Marcatori | 65’ Vitali |

| Arbitro: | Giola (Pisa) |

|                                                         |           |            |
| Fara 16’ Vitali 35’ Pereni 54’ Pasqualini 64’ Girol 78’ | Marcatori | 8’ Mujesan |

| Arbitro: | Piantoni (Terni) |

|           |           |                                |
| Girol 86’ | Marcatori | 37’, 44’ Pellizzaro 90’ Zimolo |

| Arbitro: | Marengo (Chiavari) |

|            |           |  |
| Cucchi 45’ | Marcatori |  |

| Arbitro: | Gussoni (Tradate) |

|                  |           |  |
| Maddè 31’ (rig.) | Marcatori |  |

| Catania 22 ottobre 1967 7ª giornata | Catania             | 0 – 0 | Lecco | Stadio Cibali\| Arbitro: \| Bernardis (Trieste) \| |
| Arbitro:                            | Bernardis (Trieste) |       |       |                                                    |

| Catania 29 ottobre 1967 8ª giornata | Catania           | 0 – 0 | Venezia | Stadio Cibali\| Arbitro: \| Vacchini (Milano) \| |
| Arbitro:                            | Vacchini (Milano) |       |         |                                                  |

| 5 novembre 1967 9ª giornata |  | – Turno di riposo CATANIA |  |  |

| Arbitro: | De Marchi (Pordenone) |

|  |           |           |
|  | Marcatori | 61’ Girol |

| Arbitro: | Pieroni (Roma) |

|                |           |  |
| Traspedini 57’ | Marcatori |  |

| Arbitro: | Picasso (Chiavari) |

|              |           |                       |
| Trombini 14’ | Marcatori | 5’ Nova 33’ Perucconi |

| Arbitro: | Vacchini (Milano) |

|             |           |  |
| Volpato 33’ | Marcatori |  |

| Arbitro: | Giola (Pisa) |

|  |           |          |
|  | Marcatori | 79’ Fara |

| Arbitro: | Motta (Monza) |

|            |           |                                         |
| Florio 84’ | Marcatori | 22’ Pereni 25’ Trombini 30’, 71’ Vitali |

| Arbitro: | Lattanzi (Roma) |

|                         |           |  |
| Vitali 43’ Trombini 84’ | Marcatori |  |

| Arbitro: | D'Agostini (Roma) |

|  |           |                      |
|  | Marcatori | 65’ Fara 86’ Gavazzi |

| Arbitro: | Serafino (Roma) |

|                  |           |             |
| Bassi 80’ (aut.) | Marcatori | 36’ Ferrari |

| Catania 14 gennaio 1968 19ª giornata | Catania         | 0 – 0 | Monza | Stadio Cibali\| Arbitro: \| Giunti (Arezzo) \| |
| Arbitro:                             | Giunti (Arezzo) |       |       |                                                |

| Arbitro: | Carminati (Milano) |

|                            |           |             |
| Vetrano 45’ Cappellaro 59’ | Marcatori | 55’ Gavazzi |

| Arbitro: | Caligaris (Alessandria) |

|                              |           |               |
| Fara 42’ (rig.) Strucchi 68’ | Marcatori | 84’ Gualtieri |

#### Girone di ritorno
| Arbitro: | Possagno (Treviso) |

|            |           |  |
| Vitali 30’ | Marcatori |  |

| Arbitro: | Marchiori (Padova) |

|            |           |  |
| Vaiani 65’ | Marcatori |  |

| Arbitro: | Francescon (Padova) |

|             |           |  |
| Mujesan 35’ | Marcatori |  |

| Arbitro: | Bernardis (Roma) |

|            |           |           |
| Tonani 78’ | Marcatori | 70’ Girol |

| Catania 3 marzo 1968 26ª giornata | Catania               | 0 – 0 | Lazio | Stadio Cibali\| Arbitro: \| De Marchi (Pordenone) \| |
| Arbitro:                          | De Marchi (Pordenone) |       |       |                                                      |

| Arbitro: | Monti (Ancona) |

|  |           |         |
|  | Marcatori | 38’ Bui |

| Arbitro: | Possagno (Treviso) |

|               |           |             |
| Innocenti 81’ | Marcatori | 32’ Volpato |

| Venezia 24 marzo 1968 29ª giornata | Venezia      | 0 – 0 | Catania | Stadio Pierluigi Penzo\| Arbitro: \| Giola (Roma) \| |
| Arbitro:                           | Giola (Roma) |       |         |                                                      |

| 31 marzo 1968 30ª giornata |  | – Turno di riposo CATANIA |  |  |

| Arbitro: | Sgherri (Grosseto) |

|              |           |                                      |
| Trombini 82’ | Marcatori | 17’ Crippa 35’, 50’ Pienti 63’ Zanon |

| Catania 14 aprile 1968 32ª giornata | Catania                 | 0 – 0 | Foggia & Incedit | Stadio Cibali\| Arbitro: \| Caligaris (Alessandria) \| |
| Arbitro:                            | Caligaris (Alessandria) |       |                  |                                                        |

| Palermo 21 aprile 1968 33ª giornata | Palermo         | 0 – 0 | Catania | Stadio La Favorita\| Arbitro: \| Lattanzi (Roma) \| |
| Arbitro:                            | Lattanzi (Roma) |       |         |                                                     |

| Arbitro: | Genel (Trieste) |

|             |           |  |
| Morelli 46’ | Marcatori |  |

| Arbitro: | Branzoni (Pavia) |

|                                                  |           |              |
| Fara 19’ Girol 59’ Teneggi 74’ Vitali 84’ (rig.) | Marcatori | 63’ Milanesi |

| Arbitro: | Ghetti (Modena) |

|                       |           |  |
| Vitali 9’ Volpato 66’ | Marcatori |  |

| Arbitro: | Giola (Pisa) |

|                                    |           |           |
| Iseppi 66’ Vellani 73’ Damiano 82’ | Marcatori | 64’ Girol |

| Catania 26 maggio 1968 38ª giornata | Catania               | 0 – 0 | Messina | Stadio Cibali\| Arbitro: \| De Marchi (Pordenone) \| |
| Arbitro:                            | De Marchi (Pordenone) |       |         |                                                      |

| Arbitro: | Michelotti (Parma) |

|  |           |             |
|  | Marcatori | 68’ Gavazzi |

| Arbitro: | Menegali (Roma) |

|                          |           |  |
| Strada 3’, 80’ Prato 19’ | Marcatori |  |

| Arbitro: | Fuschi (Pescara) |

|                                         |           |                   |
| Unere 12’ Girol 59’, 83’ Pasqualini 73’ | Marcatori | 87’ (rig.) Pagani |

| Arbitro: | Rodomonti (Teramo) |

|                                            |           |  |
| Nardoni 64’ Gualtieri 81’ Cella 89’ (rig.) | Marcatori |  |

### Coppa Italia
| Arbitro: | Lattanzi (Roma) |

|                                      |           |                          |
| De Nardi 17’ Mujesan 83’ (rig.) 115’ | Marcatori | 47’ Vitali 73’ De Pierro |

## Statistiche

### Statistiche di squadra
| Competizione | Punti | In casa | In casa | In casa | In casa | In casa | In casa | In trasferta | In trasferta | In trasferta | In trasferta | In trasferta | In trasferta | Totale | Totale | Totale | Totale | Totale | Totale | DR |
| Competizione | Punti | G       | V       | N       | P       | Gf      | Gs      | G            | V            | N            | P            | Gf           | Gs           | G      | V      | N      | P      | Gf     | Gs     | DR |
| ------------ | ----- | ------- | ------- | ------- | ------- | ------- | ------- | ------------ | ------------ | ------------ | ------------ | ------------ | ------------ | ------ | ------ | ------ | ------ | ------ | ------ | -- |
| Serie B      | 40    | 20      | 9       | 7       | 4       | 26      | 15      | 20           | 5            | 6            | 10           | 15           | 23           | 40     | 14     | 12     | 14     | 41     | 38     | +3 |
| Coppa Italia |       | -       | -       | -       | -       | -       | -       | 1            | 0            | 0            | 1            | 2            | 3            | 1      | 0      | 0      | 1      | 2      | 3      | -1 |
| Totale       |       | 20      | 9       | 7       | 4       | 26      | 15      | 21           | 5            | 6            | 11           | 17           | 26           | 41     | 14     | 12     | 15     | 43     | 41     | +2 |

### Statistiche dei giocatori
| Giocatore      | Serie B  | Serie B | Coppa Italia | Coppa Italia | Totale   | Totale |
| Giocatore      | Presenze | Reti    | Presenze     | Reti         | Presenze | Reti   |
| -------------- | -------- | ------- | ------------ | ------------ | -------- | ------ |
| I. Artico      | 4        | 0       | -            | -            | 4        | 0      |
| M. Barbaresi   | 4        | 0       | 1            | 0            | 5        | 0      |
| G. Bechelli    | 2        | 0       | 1            | 0            | 3        | 0      |
| Bella          | -        | -       | 1            | 0            | 1        | 0      |
| L. Buzzacchera | 38       | 0       | 1            | 0            | 39       | 0      |
| L. Criscuolo   | 1        | -4      | 1            | -3           | 2        | -7     |
| De Pierro      | -        | -       | 1            | 1            | 1        | 1      |
| M. Fara        | 33       | 5       | 1            | 0            | 34       | 5      |
| G. Gavazzi     | 18       | 3       | 1            | 0            | 19       | 3      |
| G. Girol       | 22       | 8       | -            | -            | 22       | 8      |
| P. Montanari   | 30       | 0       | 1            | 0            | 31       | 0      |
| M. Pasqualini  | 12       | 2       | -            | -            | 12       | 2      |
| A. Pereni      | 27       | 2       | -            | -            | 27       | 2      |
| R. Rado        | 39       | -34     | -            | -            | 39       | -34    |
| R. Rambaldelli | 5        | 0       | -            | -            | 5        | 0      |
| U. Strucchi    | 22       | 1       | 1            | 0            | 23       | 1      |
| L. Teneggi     | 38       | 1       | -            | -            | 38       | 1      |
| G. Trombini    | 21       | 4       | -            | -            | 21       | 4      |
| G. Unere       | 25       | 1       | 1            | 0            | 26       | 1      |
| M. Vaiani      | 39       | 1       | -            | -            | 39       | 1      |
| A. Vitali      | 31       | 9       | 1            | 1            | 32       | 10     |
| A. Volpato     | 29       | 3       | -            | -            | 29       | 3      |